# ヘルハルドゥス・ファビウス

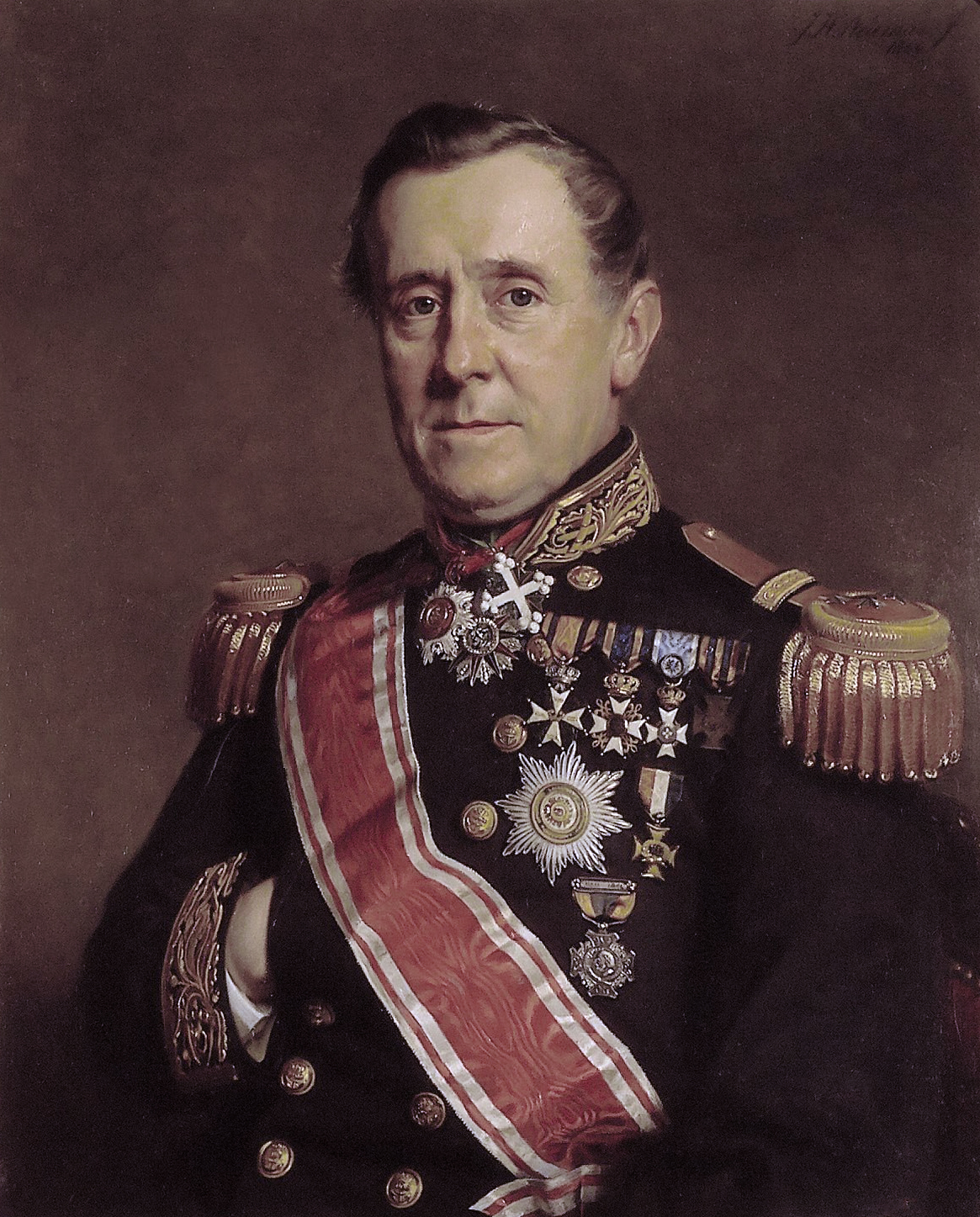
1864年に描かれた、ファビウスの肖像画

ヘルハルドゥス・ファビウス（Gerhardus Fabius、1806年12月13日 - 1888年3月24日）は、オランダの海軍軍人。日本人に最初の西欧式海軍教育を実施した人物とされている。

## 経歴
オランダ海軍に入って海軍中佐としてジャワ島に派遣されていたが、黒船来航後の日本の状況を収拾するためにオランダ東インド艦隊の軍艦・スンビン号の艦長として日本に派遣された。
安政元年7月28日（1854年8月21日）に長崎に来航すると、オランダ商館長ヤン・ドンケル・クルティウスと協議して江戸幕府に対して西洋式海軍の創設を提言した。その結果、スンビン号を江戸幕府に譲渡した上で、更に軍艦2隻をオランダに発注し、更にオランダが海軍教育に対して協力することになった。また、ファビウスもスンビン号にて長崎にいた幕府役人や佐賀藩などの藩士ら200名に海軍技術の伝習を行った。ファビウスは一旦ジャワ島に戻った後に翌安政2年（1855年）にヘデー号に乗艦してスンビン号とともに再来航し、スンビン号を献上、同号は「観光丸」と改称されて幕府海軍の艦船となった。
その後、オランダ西インド艦隊・東インド艦隊の司令官を歴任し、1867年に海軍中将に昇進した。
平成12年（2000年）に当時の天皇・皇后がオランダを訪問する直前に開いた記者会見で、皇后がファビウスの功績について触れている。